# نادي الهلال (السودان)
نادي الهلال للتربية أو اختصاراً الهلال ويُعرف أحياناً باسم الهلال العاصمي هو نادٍ رياضي سوداني في أم درمان تأسس في 13 فبراير 1930. وتمارس فيه العديد من الأنشطة الرياضية والثقافية، ككرة القدم، السباحة، كرة اليد، بجانب كرة السلة، الملاكمة، والتنس بأنواعه المختلفة. شعار النادي هو الأزرق الممزوج بالأبيض وفي وسطه هلال بارز.
يمتلك نادي الهلال صحيفة ناطقة باسمه. وتضم مبانيه مسجداً كبيراً وروضة للأطفال ومسرح. والملعب الذي يضم مجمعات استثمارية تم تطوير الملعب والحقت به فنادق وأصبح يعرف بالجوهرة الزرقاء. وظهر الهلال في مجالات استثمارية باسمه منها حليب الهلال، وشركة هلال السودان للاستثمار، وغيرها من المشاريع الاستثمارية.
يٌعد نادي المريخ هو الغريم التقليدي للهلال عبر التاريخ، وتُعرف مبارياتهما باسم ديربي أم درمان.

## تاريخ
تأسس نادي الهلال عام 1930، في حين برزت فكرة تأسيس النادي في أعقاب ثورة عام 1924، حين اجتمع بعض الخريجين الشباب وتشاوروا فيما بينهم لتكوين هيئة اجتماعية لجمع شتاتهم وتوثيق عرى الصداقة والمودة بينهم، ولما كان من الصعب الحصول على اعتراف من الحكومة آنذلك لتأسيس مثل هذه المؤسسة لجأ أولئك الشباب إلى كرة القدم لأنّ الحكومة الإستعمارية كانت آنذلك تشجع الكرة كي يتفرغ الناس لها وينسوا واجبهم الوطني.
استقر رأيهم على تكوين مؤسسة رياضية تمارس عدة نشاطات رياضية ككرة القدم والتنس وتنس الطاولة والجمباز والكشافة والموسيقى، كان الهدف المعلن لقيام الهلال خدمة وتنمية النشاط الرياضي حتى يوافق الحكام المستعمرون على تأسيسها، أما الهدف المضمر فكان ممارسة النشاط الوطني والسياسي من خلال الأنشطة الرياضية والإجتماعية والفنية والأدبية وتكثيف الجهود مع الحركة الوطنية التي كانت تعمل لتحرير السودان ونيل الاستقلال.
عقد اجتماع التأسيس الأول بمنزل (حمدنا الله أحمد) بحي الشهداء بأم درمان، اختلف المؤرخون في عدد وأسماء الأعضاء (وجميعهم من خريجي كلية غردون التذكارية) الذين شهدوا الاجتماع الأول ما بين 9 إلى 19 شخصاً، أما الذين اجتمعوا باتفاق جميع المصادر هم :حمدنا الله أحمد، يوسف المأمون، آدم رجب، محمد حسين شرفي، بابكر القباني، عبد الرحيم سرور، يوسف مصطفى التني، فتح الله بشارة، أمين بابكر، بابكر مختار ومحمد العربي، وتضيف مصادر أخرى اسماء حسن عوض الله، عوض أبو زيد، علي عبد الله مبروك، التيجاني القاضي، عبد الرحمن شداد، مقابلي حسن شريف، التيجاني عامر، مصطفى أحمد إبراهيم، سعد صديق وعربي بلال.
وخلال الاجتماع انتخاب أول مجلس لإدارة نادي الهلال وكان يتكون من: بابكر القباني (رئيساً)، يوسف المأمون (سكرتيراً)، عبد الرحيم سرور (نائباً للسكرتير)، حمدنا الله أحمد (أمين صندوق)، أمين بابكر (قائداً للاعبين)، يوسف مصطفى التني (للثقافة والنشر)، محمد حسين شرفي (عضواً)، عوض أبو زيد (عضواً)، فتح الله بشارة (عضواً)،  بابكر مختار تاتاي (عضواً)، عربي بلال (عضواً).
بعد تكوين مجلس الإدارة بدأت خطوات تسجيل النادي بشكل رسمي، ففي 4 مارس 1930 قدم السكرتير يوسف المأمون طلبا لمفتش مركز أمدرمان طلبا لتسجيل النادي، وتسلم الموافقة في 13 مارس، واعتمد الفريق ضمن الفرق المسجلّة بمدينة أمدرمان. وعقب التسجيل أصدرت إدارة لهلال قرارًا بعدم قبول تسجيل أي لاعب إلا إذا كان من طلاب كلية غردون، لكن هذا الشرط ألغي لاحقا وفتح الباب أمام الشباب بحي الاسبتالية بجانب البارزين في الأحياء الأخرى.
المبادرات
يسجل للهلال العديد من المبادرات التي سبق بها الفريق والأندية الأخرى فهو أول فريق يدخل اللعب في الميادين المسورة وأول فريق يبتكر طريقة الظهير الثالث عن طريق لاعبه طلعت فريد، وأول فريق ينفتح على أقاليم السودان حين لبّى الدعوة التي وجهها له الرياضيين بالجزيرة منتصف فبراير1931 ولعب مباراة تاريخية أعقبتها في المساء ليلة غنائية كبرى قدمها الفنان كرومة، كما أن الهلال هو أول من نظم حضور المباريات بتذاكر دخول حين تقدم يوسف مصطفى التني بمقترح عام 1932 لتنظيم مباريات ودية بتذاكر دخول بغرض تخصيص عائدها لتطوير المناشط وكانت المباريات قبل ذلك تقام بالمجان، فكانت المباراة التي جمعت الهلال بفريق الجيش الإنجليزي في 14 فبراير 1932 وانتهت بفوز الهلال 2-1 هي أول مباراة تقام في تاريخ السودان بتذاكر دخول.
كما أن الهلال هو أول فريق سوداني يلعب خارج السودان، إذ تقدّم عام 1945 بطلب للسفر إلى مصر واللعب ضد فرقها لكن الطلب قوبل بالرفض وتكررت المحاولات من قبل عبد الرحمن المهدي والعجباني وأبو العلاء حتى نجحت في النهاية بعد تعهدهم بأن يكون السفر إلى مصر بغرض رياضي بحت، وقد لعب الفريق في رحلته تلك أربع مباريات أمام الأهلي، الزمالك، الترسانة والإتحاد السكندري.
لم تقف مبادرات الهلال على الجانب الرياضي فقط إذ أسس الفريق أول فرقة مسرحية عام 1932، والتي ألف لها الشاعر إبراهيم العبادي أول مسرحية لها بعنوان (عائشة بين صديقين)، كما أسس الهلال أول فرقة موسيقية.

## الشعار

شعار الهلال السابق
شعار الهلال منذ 2021

## قائمة اللاعبين

### التشكيلة الحالية

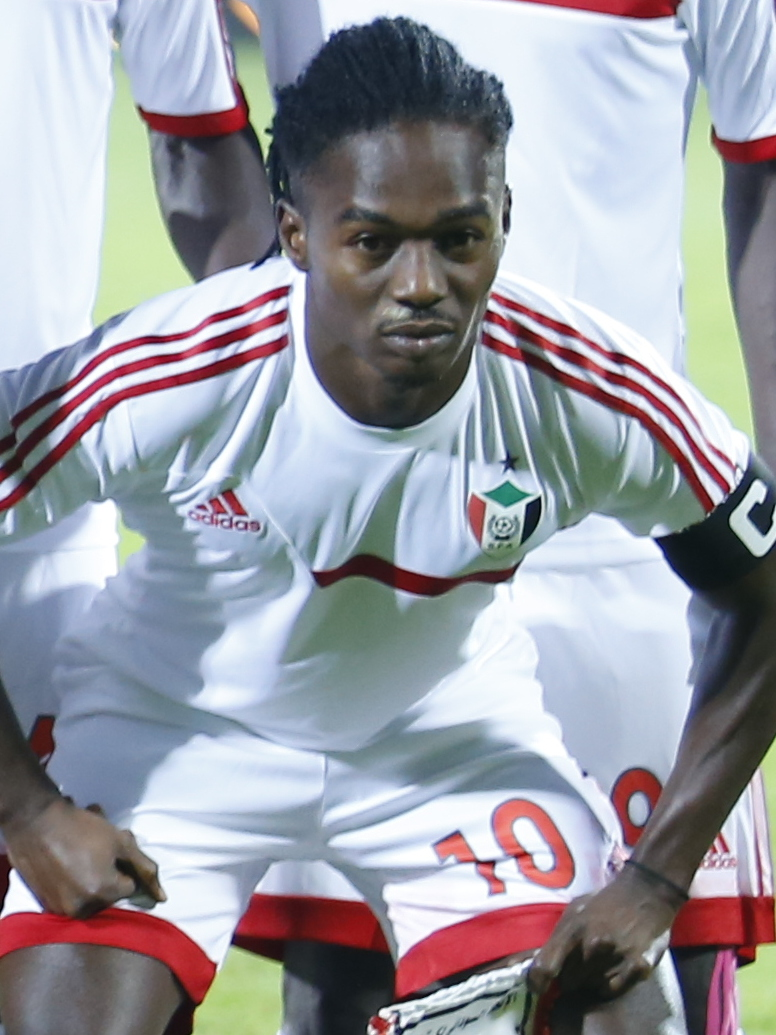
محمد عبدالرحمن قائد الفريق

آخر تحديث 4 يوليو 2025م
ملاحظة: تشير الأعلام إلى المنتخب الوطني على النحو المحدد في قواعد الأهلية للفيفا. قد يحمل اللاعبون أكثر من جنسية واحدة غير تابعة للفيفا.
| الرقم | البلد                       | المركز | اللاعب          |
| ----- | --------------------------- | ------ | --------------- |
| 1     | ساحل العاج                  | حارس   | عيسى فوفانا     |
| 16    | السودان                     | حارس   | محمد المدني     |
| 29    | السودان                     | حارس   | علي ابوعشرين    |
| 4     | السودان                     | مدافع  | الطيب عبدالرزاق |
| 5     | السودان                     | مدافع  | مازن بشير       |
| 6     | السودان                     | مدافع  | محمد احمد ارنق  |
| 12    | موريتانيا                   | مدافع  | خاديم دياو      |
| 22    | السودان                     | مدافع  | فارس عبدالله    |
| 24    | جمهورية الكونغو الديمقراطية | مدافع  | ستيفن إيبويلا   |
| 38    | السنغال                     | مدافع  | عثمان ضيوف      |

| الرقم | البلد     | المركز | اللاعب              |
| ----- | --------- | ------ | ------------------- |
| 3     | السودان   | وسط    | عبدالرؤوف يعقوب     |
| 8     | السنغال   | وسط    | ايمي تينديغ         |
| 15    | السودان   | وسط    | صلاح عادل           |
| 18    | السنغال   | وسط    | الحاج ماديكي        |
| 21    | السودان   | وسط    | والي الدين خضر      |
| 23    | موريتانيا | وسط    | احمد سالم           |
| 25    | السودان   | وسط    | مصعب كردومان        |
| 27    | موريتانيا | وسط    | غوسوما فوفانا       |
| 28    | السودان   | وسط    | احمد عصمت           |
| 31    | السودان   | وسط    | ياسر عوض            |
| 7     | السودان   | مهاجم  | جان كلوود           |
| 9     | بوروندي   | مهاجم  | ياسر مزمل           |
| 10    | السودان   | مهاجم  | محمد عبدالرحمن يوسف |
| 11    | مالي      | مهاجم  | اداما كوليبالي      |
| 13    | السودان   | مهاجم  | علي عبدالله         |
| 30    | تونس      | مهاجم  | الطيب بن زيتون      |

### لاعبون تاريخيون
لعب لنادي الهلال السوداني عبر تاريخه عدد كبير من اللاعبين البارزين، من بينهم الحارس سبت دودو، ونجوم مثل علي قاقرين، عز الدين الدحيش، سليمان فارس، حسن عطية، ديم الصغير، عثمان الديم، دريسة، حبشي، مصطفى النقر، الريح كاريكا، الفاتح النقر، فيصل السيد، نصر الدين عباس، حافظ عبيد، سمير صالح، طارق أحمد آدم، أسامة الثغر، تنقا، حمد دفع الله، الديبة، ياسر الديبة، إدوارد جلدو، ويور من أبناء جنوب السودان. كما ضم الفريق أيضًا لاعبين مميزين مثل خالد بركة المعروف بلقب "السيك"، عبد الله موسى، جميل، جعفر ضرار، بكري عبد الجليل، وخضر كوري الذي خاض تجربة احترافية مع نادي الريان القطري.
وقد احترف عدد من نجوم الهلال في أندية عربية مرموقة، من بينهم:
- سليمان فارس، الملقب بـ"السد العالي"، الذي لعب للنادي الأهلي المصري.
- مصطفى النقر وعلي قاقرين انتقلا إلى النصر السعودي.
- الرشيد المهدية لعب لـالزمالك المصري.
- عز الدين الدحيش خاض تجربة احترافية في قطر.
- الفاتح النقر لعب للأهلي القطري، وإبراهيم قلة لنادي المقاولون العرب المصري.
- محمد حسين كسلا انتقل إلى النصر الإماراتي.
- أسامة الثغر ومجدي كسلا في نادي البرج اللبناني،
- الريح كاريكا في الأنصار اللبناني،
- عاكف عطا في قطر والسعودية،
- صبحي في المقاولون العرب،
- كندورة في الشرقية المصري،
- والي الدين محمد عبد الله في قطر القطري،
- مجيب الرحمن في الاتحاد القطري،
- إبراهيم عبد الله (المعروف بـ"وليم") في القادسية القطري،
- بهاء الدين الله في الهلال القطري،
- أنس النور في الإسماعيلي المصري.

## الألقاب والإنجازات
الدوري السوداني الممتاز
- البطل (12 مرة): 1996، 1998، 1999، 2003، 2004، 2005، 2006، 2007، 2009، 2010، 2012، 2014، 2016، 2017، 2018، 2021.[3]

بطولة كأس السودان
- البطل (7 مرات): 1998، 2000، 2002، 2004، 2009، 2011، 2016.[4]

دوري رابطة ولاية الخرطوم
- البطل (34 مرة): 1962، 1964، 1965، 1966، 1967، 1974، 1981، 1983، 1984، 1986، 1987، 1988، 1989، 1991، 1992، 1994، 1995، 1996، 1998، 1999، 2003، 2004، 2005، 2006، 2007، 2009، 2010، 2012، 2014، 2016، 2017، 2018، 2021، 2022.[5]
- الوصيف (14): 1968، 1971، 1972، 1974، 1977، 2000، 2001، 2002، 2008، 2011، 2013، 2015، 2019، 2020.[5]

## أحادث بارزة
- خسر النادي في العاشر من مارس عام 2002 ختام بطولة كأس الكؤوس العربية للأندية بعد دمج بطولات الاتحاد العربي.
- في العام 2006 خرج الهلال من الدور نصف النهائي من دوري أبطال العرب على يد الرجاء البيضاوي المغربي.
- في العام 2007 وصل الهلال إلى نصف نهائي دوري أبطال أفريقيا ولكنه خرج على يد النجم الساحلي. في العام 2008 خرج الهلال من دوري المجموعات. في العام 2009 خرج الهلال من الدور نصف النهائي على يد مازمبي الكنغولي.
- في العام 2010 خرج الهلال من الدور نصف النهائي من كأس الاتحاد الأفريقي على يد الصفاقسي التونسي.
- في العام 2011 خرج الهلال من الدور نصف النهائي لأبطال أفريقيا علي يد الترجي التونسي.
- في العام 2012 خرج الهلال من الدور نصف النهائي من كأس الاتحاد الأفريقي.
- في العام 2015 خرج الهلال من الدور نصف النهائي من دوري ابطال افريقيا عل يد اتحاد العاصمة الجزائري.
- وصل فريق كرة القدم إلى نهائي بطولة الأندية الأفريقية الأبطال مرتين عام 1987 وعام 1992 حيث خسر في النهائي أمام الأهلي القاهري بعد تعادله معه في الخرطوم، وكان يدربه البروفيسور كمال شداد.
- وصل إلى النهائي في عام 1992 أمام الوداد المغربي بعد تعادله معه في الخرطوم أيضا، وذلك بقيادة الأستاذ أحمد عبد الله.
- وصل للمربع الذهبي أربعة مرات في الاعوام 2007 و2009 و2011 و2015.
- وصل للمربع الذهبي لبطولة الكونفدرالية في العام 2010 و2012
- لعب الهلال أول مباراة باسمه بملعب حوش الخليفة بأم درمان في عام 1935م وكان الهلال أول فريق يخرج من العاصمة ليلعب بالأقاليم، حيث سافر إلى مدينة الأبيض غرب السودان، ورافقته فرقة النادي للتمثيل حيث قدمت عروضها على مسرح كردفان
- يعتبر الهلال هو ثاني فريق سوداني يخرج خارج حدود السودان، فقام برحلة إلى القاهرة والإسكندرية حيث لعب خلالها ستة مباريات كسب منها مباراتين وخسر مباراتين، وتعادل في اثنتين، وزار بعدها أسمرا عام 1951، وأديس أبابا عام 1954، والسعودية عام 1957، وكان مدربه في ذلك الوقت صالح رجب، وبعد تلك الزيارة تأسس فريق الهلال السعودي بالرياض. في الفترة من عام 1949 إلى عام 1965 لعب الهلال العديد من المباريات مع فرق أفريقية وعربية وعالمية. فهزم حماسين الإرتري بالخرطوم، وفاز على كلية الحقوق بجامعة القاهرة عام 1954 بهدفين مقابل هدف، وعلى بانثياكوس اليوناني بثلاثة أهداف مقابل هدفين، وعلى الترسانة المصري في مباراة شهيرة بأربعة أهداف مقابل هدف، وعلى الميرا النمساوي، والأهلي القاهري في عام 1955، وعلى ريد استار الروسي عام 1956. وذاع صيت الهلال بعد فوزه على نادي فاسكوديجاما البرازيلي في السابع من يونيو عام 1963 بهدفين مقابل هدف.

وللهلال سجل ناصع في هذا المجال، ويتحدث الهلاليون كثيراً عن زيارة فريق سانتوس البرازيلي للسودان في أواخر الستينات في أول زيارة للنجم العالمي بيليه للقارة الأفريقية بدعوة من نادي الهلال وانتهت تلك المباراة التاريخية بهدف لسانتوس الذي يقوده بيليه مقابل لا شيء للهلال.

## سجل المشاركات
شارك فريق كرة القدم بالبطولات التالية:
- دوري أبطال العرب 2007-2008
- دوري أبطال إفريقيا 2009-2011
- الدوري السوداني 2009
- كأس الاتحاد الإفريقي 2010
- دوري أبطال العرب 2005-2006
- دوري أبطال العرب 2003-2004
- كأس الأندية العربية أبطال الكؤوس الثانية عشرة
- تصفيات كأس الأندية العربية أبطال الكؤوس الثانية عشرة
- كأس الكؤوس الأفريقية للأندية 2001
- بطولة الامير فيصل للاندية العربية الابطال الـ 16
- دورة الصداقة الدولية على كأس الامير عبد الله الفيصل الرابعة
- تصفيات الأندية العربية الأبطال 15
- كأس الأندية العربية أبطال الكؤوس الأولى

## الطاقم الإداري
ترأس مجلس إدارة نادي الهلال الطيب عبد الله الذي ظل على رأس الهرم الإداري بالنادي طويلا، وعمل بإدارة الهلال مثل اللواء عثمان سر الختم، السيد طه على البشير رجل الأعمال، أحمد دولة نائب رئيس بنك أيفوري، عبد المجيد منصور رئيس البنك الأهلي السوداني، حسن هلال، الأمين البرير، الأمين عبد المنعم، مأمون النفيدي، والتجاني أبوسن مهندس، ياسر الأمين طيار، أحمد عبد الله، عثمان صباحي، أحمد آدم وهو مهندس أيضا، ويعتبر هؤلاء من قدامى لاعبي النادي بالإضافة لمحمد أحمد البلولة، الرشيد المقبول وقاضي محكمة الاستئناف تاج السر بابكر.

## أسماء بارزة

والي الدين محمد أحد أبرز اللاعبين في تاريخ الهلال فترة التسعينيات

ضمن إدارات الهلال المتعاقبة أسماء مثل عبد الله السماني، احمد عبد الرحمن الشيخ واللواء نور الدين المبارك وحسن عبد القادر الحاج وعبد المجيد منصور عبد الله واللواء إبراهيم محجوب، الفريق عبد الرحمن سر الختم وزير الدفاع السابق والسفير بالقاهرة حالياً، حسن عبد القادر هلال، المهندس عمر البكري أبوحراز رئيس الاتحاد السوداني السابق السابق، الطريفي الصديق سكرتير اتحاد الخرطوم، والملياردير ورجل الأعمال السودانى صلاح الدين احمدادريس رئيسه السابق.
ومن قدامى اللاعبين الذين تبوؤوا مناصب إدارية بالنادي عثمان الديم، فوزي المرضي، والذين تقلدوا مناصب فنية هم فوزي المرضي، شيخ ادريس كباشي، شوقي عبد العزيز، الديبة، طارق أحمد آدم، مصطفى النقر، أحمد آدم.
ومن المع النجوم محجوب عبد الله محمد احمد وعبد الله حمد دفع الله وصديق منزول وسبت دودو ونصر الدين عباس (جكسا) وأمين ذكى وعز الدين الدحيش ومحمد حسين كسلا (طبيب بالإمارات ومحترف سابق بنادى النصر دبى)وعلى قاقرين السفير بالخارجية السودانية (على أعتاب المعاش)، ومصطفى النقر المحترف السابق بالنصر السعودى، وعماد خوجلى نجم الأهلى السعودى السابق، والرشيد العبيد الشهير برشيد المهدية الإعلامى والمحلل بالجزيرة الرياضية وقناة الشروق حالياً وبال أي أر تى ودبى الرياضية سابقاً والأستاذ المساعد السابق بجامعة أوتاوا-كندا والذي زامل حسن شحاتة بالزمالك ومنصور بشير تنقا وليد طاشين ووالي الدين وهيثم مصطفى الشهير بالبرنس كابتن الفريق والمنتخب السودانى السابق.
تخرج من الهلال الكثير من الإداريين والمدربين الذين يعملون في المجال الرياضي بالسودان اليوم، يوجد بالسودان أكثر من ستة وعشرون نادياً في المدن المختلفة يحملون اسم الهلال تيمناً به، واستقطاباً لجماهيره العريضة على امتداد البلاد.
احترف بالهلال العديد من النجوم منهم (بازي شعيان)حارس تنزاني في الثمانينات، زولو وعمر أنجيدي وديدي وامبيلي من جمهورية الكونغو الديمقراطية، ويوهانس ارتيريا ولاميرو (اثيوبيا)روبيرو وايمرسون وكواريزما دي سوزاو سيرجو [و|البرازيل]، غابيتو وداريو كان من موزبيق، ويوسف محمد وقودوين وكلاتشى وامولادي وافياني وايفوسا وامادو عثمانو وفالانتين نيجريا أكرم الصلوي من اليمن وسادومبا (زيمبابوى) باري ديمبا وسيدي بيه وكوليبالي مالي روبرت سنكارا (بوركينا فاسو) سانيه وسليمانو سيسه (السنغال) ديفيد سمبو (سيراليون) وابراهيما توريه من (ساحل العاج)وايكانغا من (غينيا) ونيسلون (غانا) اتوبونج (الكاميرون)

## المنشئات والمرافق الرياضية
افتتح إستاد الهلال السوداني في الرابع من ديسمبر 1965 بمباراة بين المنتخب الغاني الزائر والهلال انتهت بالتعادل بهدف لكل فريق. يتسع استاد الهلال الحالي لحوالي 65000 متفرج.

## الأنشطة الرياضية الأخرى
تعددت نشاطات نادي الهلال، وكانت تنتمي إليه أنشطة كفرق التمثيل والكشافة، الغناء. وفي تاريخ الهلال قصة شهيرة عندما اعترض الاستعمار الإنجليزي وممثله في السودان على اسم الهلال، واعتبر أنه تحايل، وربطه بالتضامن السوداني مع مصر، وكان الاستعمار الثنائي، إلى أن تدخل السياسي السوداني محمد صالح شنقيطي، والعمدة عبد الرحمن العوضي، اللذان أكدا للمفتش الإنجليزي أن الموضوع لا يتعدى مسألة شباب يريدون ممارسة نشاطهم الرياضي، ومع ذلك حاولت الأحزاب السياسية استقطاب الهلال بعد الاستقلال.